# Leptotes mandersi
Espèce
Synonymes
- Nacaduba mandersi Druce, 1907
- Cyclyrius mandersi (Druce, 1907)

Leptotes mandersi est une espèce de lépidoptères (papillons) de la famille des Lycaenidae, endémique de l'île Maurice.

## Description
L'imago de Leptotes mandersi est un petit papillon qui présente un dimorphisme sexuel : le mâle a le dessus des ailes bleu-violet avec une fine marge grisâtre, tandis que la femelle a le dessus bleu dans la zone basale avec une large marge brun foncé. Le revers des ailes est gris-marron avec des taches brun plus foncé cerclées de clair,.

## Biologie
Le papillon vole toute l'année, en plusieurs générations.

## Distribution
Leptotes mandersi est endémique de l'île Maurice.
Un temps considéré comme éteinte par certains auteurs, l'espèce a de nouveau été observée dans les années 2010.

## Systématique
L'espèce Leptotes mandersi a été décrite par l'entomologiste britannique Herbert Druce en 1907 sous le nom initial de Nacaduba mandersi,.
Un temps placée dans le genre Cyclyrius (et donc appelée alors Cyclyrius mandersi), elle a depuis été déplacée dans le genre Leptotes au vu de la morphologie de ses pièces génitales.